# 7e cérémonie des Detroit Film Critics Society Awards
La 7e cérémonie des Detroit Film Critics Society Awards (DFCS Awards), décernés par la Detroit Film Critics Society, a eu lieu le 13 décembre 2013, et a récompensé les films réalisés dans l'année,,.
Les nominations ont été annoncées le 9 décembre 2013.

## Palmarès

### Meilleur film
- Her
  - Before Midnight
  - Gravity
  - States of Grace (Short Term 12)
  - Twelve Years a Slave

### Meilleur réalisateur
- Alfonso Cuaron pour Gravity
  - Paul Greengrass pour Capitaine Phillips (Captain Phillips)
  - Spike Jonze pour Her
  - David O. Russell pour American Bluff (American Hustle)
  - Martin Scorsese pour Le Loup de Wall Street (The Wolf of Wall Street)

### Meilleur acteur
- Matthew McConaughey pour le rôle de Ron Woodroof dans Dallas Buyers Club
  - Leonardo DiCaprio pour le rôle de Jordan Belfort dans Le Loup de Wall Street (The Wolf of Wall Street)
  - Chiwetel Ejiofor pour le rôle de Solomon Northup dans Twelve Years a Slave
  - Tom Hanks pour le rôle du Capt. Richard Phillips dans Capitaine Phillips (Captain Phillips)
  - Robert Redford pour le rôle du marin dans All Is Lost

### Meilleure actrice
- Brie Larson pour le rôle de Grace dans States of Grace (Short Term 12)
  - Amy Adams pour le rôle de Sydney Prosser dans American Bluff (American Hustle)
  - Julie Delpy pour le rôle de Céline dans Before Midnight
  - Adèle Exarchopoulos pour le rôle d'Adèle dans La Vie d'Adèle
  - Meryl Streep pour le rôle de Violet Weston dans Un été à Osage County (August: Osage County)

### Meilleur acteur dans un second rôle
- Jared Leto pour le rôle de Rayon dans Dallas Buyers Club
  - Barkhad Abdi pour le rôle d'Abduwali Muse dans Capitaine Phillips (Captain Phillips)
  - James Franco pour le rôle de « Alien » dans Spring Breakers
  - Matthew McConaughey pour le rôle de Mud dans Mud : Sur les rives du Mississippi (Mud)
  - Stanley Tucci pour le rôle de Caesar Flickerman dans Hunger Games : L'Embrasement (The Hunger Games: Catching Fire)

### Meilleure actrice dans un second rôle
- Scarlett Johansson pour le rôle de Samantha (voix) dans Her
  - Jennifer Lawrence pour le rôle de Rosalyn Rosenfeld dans American Bluff (American Hustle)
  - Lupita Nyong'o pour le rôle de Patsey l'esclave dans Twelve Years a Slave
  - Julia Roberts pour le rôle de Barbara Weston dans Un été à Osage County (August: Osage County)
  - June Squibb pour le rôle de Kate Grant dans Nebraska

### Meilleure distribution
- American Bluff (American Hustle)
  - Blue Jasmine
  - Le Loup de Wall Street (The Wolf of Wall Street)
  - Un été à Osage County (August: Osage County)
  - Twelve Years a Slave

### Révélation de l'année
- Brie Larson – States of Grace (Short Term 12) (actrice)
  - Lake Bell – In a World… (actrice, scénariste, réalisatrice)
  - Ryan Coogler – Fruitvale Station (scénariste, réalisateur)
  - Destin Cretton – States of Grace (Short Term 12) (scénariste, réalisateur)
  - Michael B. Jordan – Fruitvale Station (acteur)

### Meilleur scénario
- Her – Spike Jonze
  - American Bluff (American Hustle) – Eric Singer et David O. Russell
  - Before Midnight – Richard Linklater, Julie Delpy et Ethan Hawke
  - Le Loup de Wall Street (The Wolf of Wall Street) – Terence Winter
  - States of Grace (Short Term 12) – Destin Cretton

### Meilleur film documentaire
- Stories We Tell
  - The Act of Killing (Jagal)
  - Blackfish
  - The Square (Al Midan)
  - The Unknown Known